# Vicente Parras Campello
Vicente Parras Campello (nascut el 18 de novembre de 1975) és un futbolista valencià retirat que va jugar com a defensa central, i és l'entrenador del CD Alcoyano.

## Carrera d'entrenador
Nascut a Alacant però criat a Elx, també al País Valencià, Parras només va jugar a futbol a nivell autonòmic. Va començar la seva carrera directiva amb només 16 anys, entrenant els juvenils de l'ACD Caja d'Elche.
Parras es va incorporar a l'Elx CF l'any 2010, després d'anar al Torrellano CF, Hércules CF i Torrellano Illice CF. L'any 2012 va ser nomenat ajudant de Vicente Mir a l'Elx CF I·licità, càrrec que va mantenir durant tres anys.
El 13 d'agost de 2015, després d'un breu període com a interí després de la dimissió d'Óscar Cano, Parras va ser nomenat entrenador del filial. El 29 d'abril de 2017 va ascendir al primer equip en substitució de l'acomiadat Alberto Toril.
El primer partit professional de Parras va tenir lloc el 6 de maig de 2017, una derrota a Segona Divisió per 0-1 a casa contra el RCD Mallorca. Posteriorment, va tenir dos períodes diferents a Segona Divisió B amb el veí Ontinyent CF, marxant el març de 2019 després de la dissolució del club.
El juny de 2019, Parras va ser contractat pel CD Alcoyano a Tercera Divisió. Va guanyar els deu primers partits, igualant un rècord en la història del grup VI de la lliga.